# Henri François d'Aguesseau
Henri François d'Aguesseau (Llemotges, 27 de novembre del 1668 - París, 9 de febrer del 1751) fou un polític francès.
Després d'estudiar Dret, el 1689 va ser advocat reial al tribunal del Châtelet. El 1691 esdevingué advocat general del parlament de París, d'on el 1700 en fou nomenat procurador general. Exercí de Canceller de França i Guardià dels Segells (ministre de Justícia) dues vegades: del 1717 al 1718 ambdós càrrecs, el 1727 va ser nomenat Canceller i el 1737 rebé novament el càrrec de Guardià dels Segells. Presentà la renúncia el 1750, quan ja tenia més de vuitanta anys i només n'hi mancava un per morir.
Al llarg de la seva carrera defensà el jansenisme al parlament, intentant evitar l'aprovació de lleis contra aquest col·lectiu, fet que li guanyà l'enemistat de la jerarquia catòlica i un exili provisional. Col·laborà amb l'Enciclopèdia i ajudà a difondre les idees de Descartes amb els seus escrits. Igualment destacà pel seu esforç en reunir les lleis i costums de les diverses regions en un codi únic, precedent de la tasca legislativa de Napoleó. El seu tarannà liberal el van fer guia d'un ampli sector de magistrats francesos i en el seu honor es van construir un parell de monuments que en recorden la tasca.